# Sainte-Laguës metode
Sainte-Laguës metode er en metode til at fordele mandater ved valg som er opkaldt efter den 
franske matematiker André Sainte-Laguë. Denne metode er ligesom den D'Hondtske metode, men med andre divisorer. Sainte-Laguës giver flere mandater til små partier end D'Hondts metode. Metoden kaldes også Websters metode efter den amerikanske politiker Daniel Webster.

## Fordeling af mandater
Når stemmerne er talt op efter valget, divideres stemmerne til hvert parti (eller rettere valgforbund, listeforbund eller kandidatlister) med divisorerne 1-3-5-7-9 osv. Dvs. at der udregnes en række kvotienter, som vist i nedenstående eksempel.
Det parti, der har den største af de fremkomne kvotienter, får det første mandat. Den næststørste kvotient giver ret til det andet mandat og så fremdeles, indtil alle mandater er fordelt. Er kvotienterne lige store, foretages lodtrækning.

## Eksempel
|                    | Parti A | Parti B | Parti C | Parti D | Parti E |
| Stemmer            | 340.000 | 280.000 | 160.000 | 60.000  | 15.000  |
| Divisor=1          | 340.000 | 280.000 | 160.000 | 60.000  | 15.000  |
| Divisor=3          | 113.333 | 93.333  | 53.333  | 20.000  | 5.000   |
| Divisor=5          | 68.000  | 56.000  | 32.000  | 12.000  | 3.000   |
| Divisor=7          | 48.471  | 40.000  | 22.857  | 8.571   | 2.143   |
| Divisor=9          | 37.778  | 31.111  | 17.778  | 6.667   | 1.667   |
| Divisor=11         | 30.909  | 25.455  | 14.545  | 5.455   | 1.364   |
| Divisor=13         | 26.154  | 21.538  | 12.308  | 4.615   | 1.154   |
|                    |         |         |         |         |         |
| Mandater           | 3       | 2       | 1       | 1       | 0       |
| Stemmer pr. mandat | 113.333 | 140.000 | 160.000 | 60.000  | -       |

## Brug i Danmark
I Danmark er Sainte-Laguës metode brugt ved folketingsvalg siden 1920 til at fordele tillægsmandater på de tre landsdele (Hovedstaden, Sjælland-Syddanmark og Midtjylland-Nordjylland). Metoden sikrer en god geografisk spredning af mandaterne.
En variant af Sainte-Laguës metode hvor første divisor var 1,4 i stedet for 1 blev brugt til at fordele kredsmandater til Folketinget i perioden 1953-2007. Når den første divisor var større end 1, blev det sværere for små partier at få deres første kredsmandat i en storkreds, men metoden gav ellers generelt flere mandater til små partier end d'Hondts metode som brugtes 1920-1953 og igen fra 2007. Den modificerede Sainte-Laguës metode blev indført i 1953 for at undgå at store partier fik flere kredsmandater end hvad der svarede til deres samlede stemmetal, hvilket havde været et problem tidligere, og kunne blive et endnu større problem idet antallet af kredsmandater samtidig blev øget fra 105 til 135, og antallet tillægsmandater formindsket fra 44 til 40. Den d'Hondske metode blev genindført i 2007 for at den nye kredsinddeling i forbindelse med strukturreformen hvor antallet af storkredse blev nedsat fra 17 til 10 med flere kredsmandater i hver storkreds, ikke skulle gøre  det lettere for små partier at opnå deres første kredsmandat, og derved blive berettiget til at indgå i fordelingen af tillægsmandater, end tidligere.